# Мартиниана По
Мартиниа̀на По̀ (на италиански: Martiniana Po; на пиемонтски: Martinian-a, Мартиниан-а, на окситански: Martinhana, Мартиняна) е село и община в Северна Италия, провинция Кунео, регион Пиемонт. Разположено е на 478 m надморска височина. Населението на общината е 767 души (към 2010 г.).